# Ytterby IS
Ytterby IS är en fotbollsklubb i Ytterby i tätorten Kungälv. Föreningen har A-lag för damer och herrar samt ungdomsverksamhet för både tjejer och killar. Klubbens anläggning, Yttern, består av två fullstora konstgräsplaner, inomhushall med konstgräs, ett flertal planer i gräs samt klubbstuga.

Klubben bildades 1947 av bland andra Harry Karlsson. Sedan 2017 har även klubben en basketsektion.